# أنتونيو لوبيز
أنتونيو لوبيز غيريرو (بالإسبانية: Antonio López Guerrero)، من مواليد 13 سبتمبر 1981 في بنيدورم في إسبانيا، لاعب كرة قدم إسباني.
بدأ مسيرته الكروية مع نادي أتلتيكو مدريد في موسم 2001/2002، ولعب معهم 20 مباراة، وفي عام 2002 انتقل إلى نادي أوساسونا، ولعب معهم حتى عام 2004، وشارك معهم في 71 مباراة وسجل هدفين، ومنذ عام 2004 وهو يلعب مع نادي أتلتيكو مدريد.
و هو يلعب مع منتخب إسبانيا لكرة القدم.

## مسيرته الكروية
لعب أنتونيو لوبيز خلال مسيرته الاحترافية مع 4 أندية في خمسة عشر موسمًا وسجل خلالها 15 هدفًا ضمن 337 مباراة. ولم يفز بأي موسم بالكأس أو بالدوري.
خاض أنتونيو لوبيز مسيرته مع نادي أتلتيكو مدريد في موسم 2000–01 في المرة الأولى ولمدة موسمين ثم في موسم 2004–05 ليلعب معه ثمانية مواسم، مشاركًا طوالها في 216 مباراة سجل خلالها 11 هدفًا. ثم انتقل إلى نادي أوساسونا في موسم 2002–03 ولمدة موسمين، حيث شارك في 71 مباراة سجل خلالها هدفين. لينتقل بعدها إلى نادي ريال مايوركا في موسم 2012–13 ولمدة موسمين، مشاركًا في 17 مباراة ولم يسجل أي هدف.

## روابط خارجية
- أنتونيو لوبيز على موقع الاتحاد الدولي (مؤرشف)  (الإنجليزية)
- أنتونيو لوبيز على موقع الاتحاد الأوربي (الإنجليزية)
- أنتونيو لوبيز على موقع قاعدة بيانات كرة القدم.إي يو (الإنجليزية)
- أنتونيو لوبيز على موقع ناشيونال فوتبول تيمز (الإنجليزية)
- أنتونيو لوبيز على موقع Soccerway.com (الإنجليزية)
- أنتونيو لوبيز على موقع عالم كرة القدم.نت (الإنجليزية)
- أنتونيو لوبيز على موقع كووورة
- أنتونيو لوبيز على موقع AS.com (الإسبانية)